# Popowice (Sainte-Croix)
Pour les articles homonymes, voir Popowice.
Popowice est une localité polonaise de la gmina d'Oksa, située dans le powiat de Jędrzejów en voïvodie de Sainte-Croix.